# Koparit Kuopio
Koparit Kuopio war ein finnischer Fußballverein aus Kuopio.

## Geschichte
Der Verein wurde 1931 als Kuopion Pallo Toverit gegründet und spielte bis 1954 mit Unterbrechungen erstklassig. Nach erfolglosen Jahren gelang zur Saison 1972 der Aufstieg in die Mestaruussarja und nach dem Abstieg 1976 der sofortige Wiederaufstieg. In der Saison 1979/80 nahm KPT erstmals am UEFA-Pokal teil. 1982 erfolgte die Umbenennung in Koparit Kuopio. Unter diesem Namen nahm der Verein bis 1987 an der höchsten Spielklasse teil. Nach einer Fusion mit Kupion Elo meldete der Verein 1990 Konkurs an und wurde aufgelöst.

## Europapokalbilanz
| Saison  | Wettbewerb | Runde    | Gegner         | Gesamt | Hin     | Rück    |
| ------- | ---------- | -------- | -------------- | ------ | ------- | ------- |
| 1979/80 | UEFA-Pokal | 1. Runde | Malmö FF       | 1:4    | 1:2 (H) | 0:2 (A) |
| 1982/83 | UEFA-Pokal | 1. Runde | RSC Anderlecht | 1:6    | 0:3 (A) | 1:3 (H) |

Gesamtbilanz: 4 Spiele, 4 Niederlagen, 2:10 Tore (Tordifferenz −8)